# Elzevir család

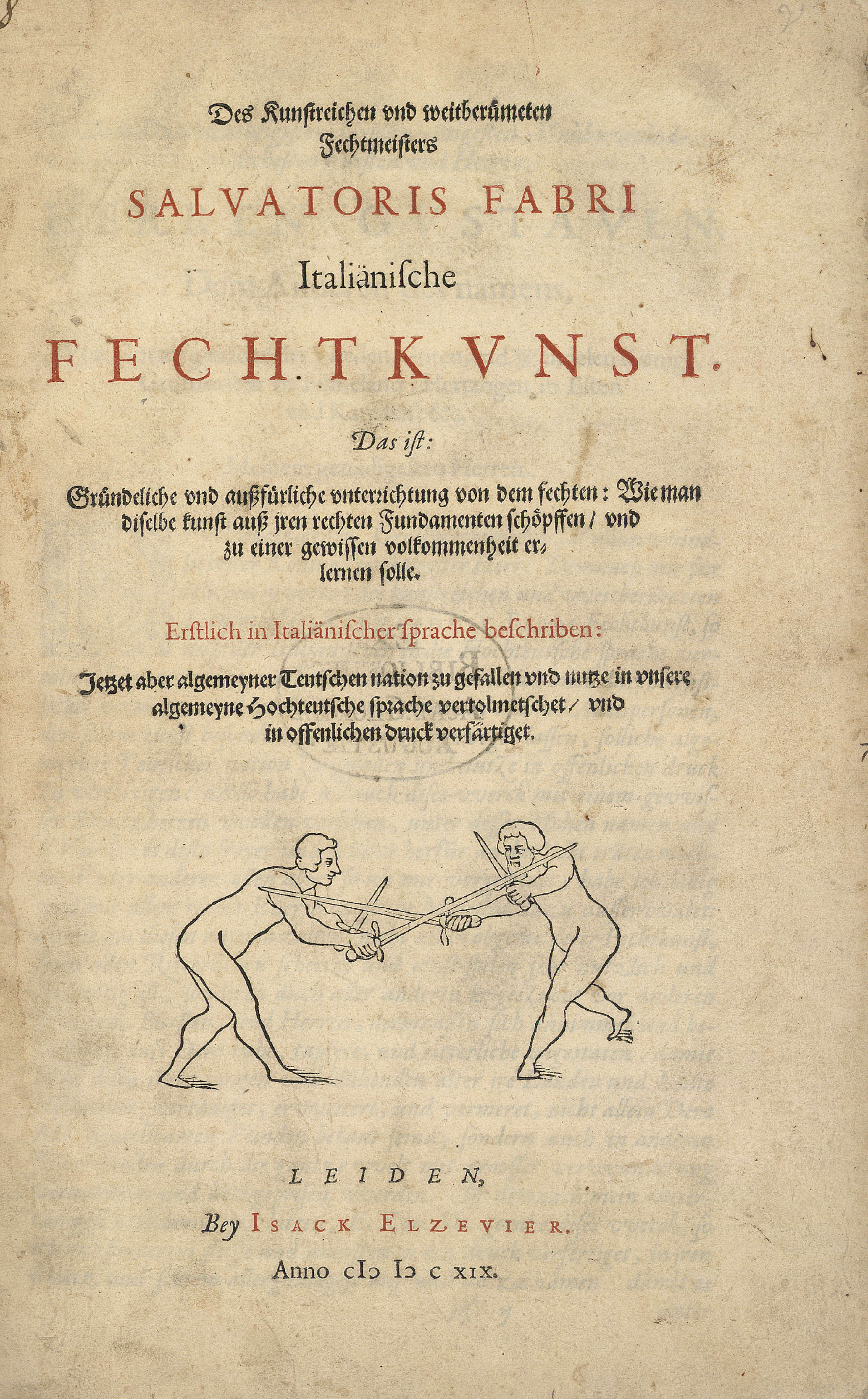
Egy kiadványuk címlapja 1619-ből

A Elzevir család a leghíresebb németalföldi nyomdász családok egyike, melynek nyomtatványai igényes és hibátlan kivitelezésükről ismertek. A 17–18. század első feléig virágzó Elzevir család egyik nagy eredménye, hogy új arculatot adtak az olcsó, kis formátumú tudományos könyvtípusnak, melyet duodecimo, vagyis tizenkettedrét alakban számtalanszor utánnyomtak, és széles körben kelendő kiadványként értékesítettek.

## A család története

### Kezdetek
A család feje, Louis Elzevir (1542–1617), Antwerpenben tanulta a nyomdászmesterséget, ahol egy ideig Christoffel Plantin műhelyében is dolgozott, majd hitvallása miatt 1580-ban Leidenbe települt át, ahol könyvkereskedőként dolgozott. 1586-ban pedellusi állást vállalt az egyetemen, de szeme előtt egy jelentős kiadóvállalat létrehozása lebegett. Nagy körültekintéssel és erővel dolgozott annak a nagy könyvkereskedésekre mindenkor érvényes felismerésnek a szellemében, hogy az üzleti sikerhez szerteágazó üzleti kapcsolatokra, széles felvevőpiacra, kiegyensúlyozott, lehetőleg sokoldalú, mindenki számára vonzó nyomtatási teljesítményre van szükség. 1592-ben megkezdte kiadói tevékenységét, s külföldi kapcsolatai hamarosan európai hírnévhez segítették. Rendszeresen látogatta a frankfurti könyvvásárokat, majd állandó lerakatot alapított ott, és általában ő látta el Németország jelentékeny részét külföldi könyvekkel. Kiadói tevékenysége közben olykor nem egészen kifogástalan üzleti fogásokkal élt; például megtette azt is, hogy összevásárolva ócska könyvek nagyobb mennyiségű eladatlan példányait, ezeket új címmel látta el, és a saját kiadásában, irodalmi újdonságok gyanánt árusította őket.

### A kiadóház fénykora

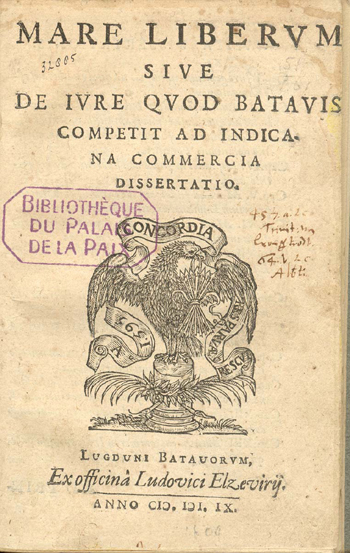
Az Elzevir család egyik nyomdászjelvénye

Fiai közül ketten leányvállalatot nyitottak Hágában és Utrechtben. Halála után a leideni vállalkozást két másik fia, Matthias és Bonaventura vette át. Közben unokája, Isaak Elzevir (1596–1651) házasság révén nagy vagyonra tett szert, melynek segítségével műhelyt nyithatott: ez a nyomda lett az egész vállalkozás szíve-lelke, mert a kiadandó művek immár saját sajtón készülhettek. Issak a nyomdát változatos betűanyaggal látta el, 1620-tól egyetemi nyomdászi hivatalt töltött be, majd 1624-ben megvásárolta a híres orientalista, Thomas Erpenius nyomdáját és a hozzá tartozó gazdag keleti betűkészletet. 1625-ben lemondott nyomdájáról nagybátyja, illetve fivére, Abraham Elzevir javára, aki a kiadói vállalkozásból 1622-ben kivált apja helyére lépett. A cég virágkora Bonaventura (1583–1652) és Abraham (1592-1652) irányításával köszöntött be, akiknek – egyiküknek könyvkereskedőként, másikuknak nyomdászként – kitűnő üzleti érzékük volt.
Könyveik elegáns alakjukkal, tökéletes szedésükkel és nyomásukkal, szép papirosukkal igen nagy becsben álltak. Már az első kiadványaik messze túlszárnyalták Isaak Elzevirét, és tíz év leforgása alatt mesteri könyvek kerültek ki nyomdájukból. Legszebb kiadványaik: Julius Caesar, Terentius, Plinius, Vergilius és Cicero munkái voltak. Az Elzevir nyomda hatalmas üzleti szervezetté fejlődött. Legfőbb felvevő piacuk hosszú időn keresztül Németország volt. Majd mikor a harmincéves háború következtében a Németországgal fennálló összeköttetés egyre nehezebbé vált, az északi skandináv államokat is bevonták üzleti hálózatukba. A két kiváló Elzevir, Abraham és Bonaventura ugyanabban az évben, 1652-ben halt meg. Haláluk után a vállalkozás hanyatlásnak indult, miután fiaik, Daniel és Jean eltérő üzletvezetési felfogásuk miatt összekülönböztek. Kezdetben teljes volt közöttük az összhang, s e korszak gyümölcsei, a Psalterium és Krisztus követése (1653), az Elzevirek legszebb alkotásai közé tartoznak.

### Az amszterdami kiadó
Az alapító Louis Elzevir egyik unokája, szintén Louis Elzevir, Leidenben tanulta a nyomdászmesterséget, később külföldi útra ment, bebarangolta egész Európát, majd harmincéves korában visszatért Hollandiába, s nehogy versenytársa legyen a leideni nyomdának, Amszterdamban telepedett le 1638-ban.
A világlátott Louis Elzevir szélesebb látókörű kiadó lett, mint leideni rokonai, akik a kisvárosi szűk környezetükből alig mozdultak ki. 1642-től kezdve ő nyomtatta René Descartes műveit, aki 1629-ben Hollandiában telepedett le, és húsz esztendőn keresztül itt élt teljes visszavonultságban. Descartes hollandiai tartózkodása alatt írta a legtöbb és legjelentősebb művét, s e művek nyomtatója és kiadója Louis Elzevir volt. A neves holland tudós és államférfi, Hugo Grotius műveit is ő adta ki.
A leideni Elzevirek üzleti tekintélye kisebb volt, mint az amszterdami kiadóvállalat tulajdonosáé, ezért a leideni munkatársak is inkább az amszterdami ház köré tömörültek. A két leideni unokatestvér természete is nagyon különbözött. Jean habozó természetű, Daniel szilárd elhatározású ember volt. Ez is hozzájárult a közöttük levő ellentét kiéleződéséhez. 1655-ben szakításra került közöttük a sor. A leideni üzletet Jean tartotta meg, Daniel pedig az amszterdami Louis-val társult. Daniel sok kiadványt áthozott magával a leideni üzletből, s most már az amszterdami műhely is elkezdte a világhírű duodecimo alakú kiadványok nyomtatását. Louis 1664-ben visszavonult az üzleti élettől, s 1670-ben meghalt. Ettől az időtől kezdve Daniel egyedül vezette az amszterdami vállalatot; 90 különböző kiadvány hagyta el nyomdáját, köztük sok kitűnő és jelentős könyv. Daniel halála után az amszterdami vállalat feloszlott, és sorsát 1712-ben követte a leideni is.

## Kiadványaik

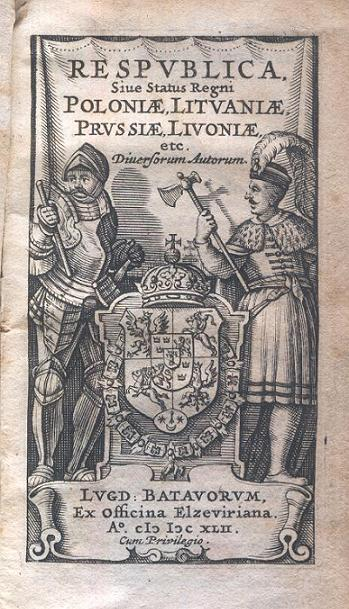
Egy republika címlapja 1627-ből

1625-ben indították el a latin klasszikusok híressé vált tizenkettedrét könyveinek kiadását. Horatiusszal és Ovidiusszal kezdték, majd pedig a francia klasszikusokkal folytatták. Ebben a formátumban jelentek meg mindenekelőtt a réznyomatos címlappal ellátott, keskeny szövegtükrű, nagyon apró betűvel szedett országismereti könyvek, az úgynevezett „republikák”. A duodecimo alakú könyvecskék szép és tökéletes kiállításuk mellett olcsók is voltak. A megjelenő könyveket az olvasóközönség valósággal szétkapkodta. Az írók és tudósok megtiszteltetésnek vették, ha e sorozat számára dolgozhattak. A kis alakú könyveket más országok kiadói is bevezették, elsősorban a franciák, akik különösen nagyra értékelték a formátum rendkívüliségét és báját. A bibliofil gyűjtők számára rendkívül értékes volt egy-egy ilyen sorozat, s már a megjelenés századában mindent elkövettek, hogy teljes Elzevir-gyűjteményt szerezzenek. Az Elzevirek a nagyobb alakú, a kor stílusának megfelelően egyszerű kiállítású nyomtatványaik révén is népszerűsítő munkát végeztek a tudomány minden ágát felölelő nyomdászati tevékenységük során. A legragyogóbb elmék tartották velük a kapcsolatot. Termékenységük önmagáért beszél: kétezer-kétszáz mű került ki a kezük alól, sőt, ha az egyetemi jegyzeteket is beleszámoljuk, ötezer. Noha saját korunkban kiemelkedőt alkottak, nem érték el az előző nyomdásznemzedék színvonalát.
Az Elzevir család kiadványainak többségét a bibliográfusok az aldinákhoz, a Giunti és Estienne családok kiadványainak értékéhez hasonlítják. Amíg azonban az utóbb említett kiadványok fogalma élesen körül van határolva: az „Elzevir” jelzés egymagában még nem sokat mond. Az Elzevir család tagjai ugyanis azon fölül, hogy tipográfusok és könyvkiadók voltak, némely kiadványukra nem sok gondot fordítottak. Mint könyvkiadók gyakran a maguk nyomdáin kívül más tipográfiákban is készíttettek könyveket, és mint nyomdászok a maguk sajtóin olykor más kiadók számára is nyomtattak; utánnyomataikban elhallgatták a saját nevüket, és az eredeti mű nyomdászáét tették ki a könyvre; egyik-másik merészebb hangú munkájukat hamis cégjelzéssel és hamis helynévvel adták ki. Viszont az is megtörtént, hogy más tipográfusok hamisították oda az Elzevirek nevét és nyomdajegyét a maguk kiadványaira. Mindez természetesen bonyolulttá teszi a valódi Elzevir-kiadások meghatározását. A bibliofilek rendszerint az iniciálék, vignetták és egyéb díszek összehasonlításával próbálkoznak. Azonban még ez sem adhat mindig biztos eredményt, mert az Elzevirek tizenkettedrét könyvecskéit többfelé utánozták, és az utánnyomatok némelyikében még az iniciálékat és vignettákat is pontosan fakszimiléztették a tulajdonjogot nem tisztelő német és egyéb könyvkiadók.

## Nyomdászjelvényük

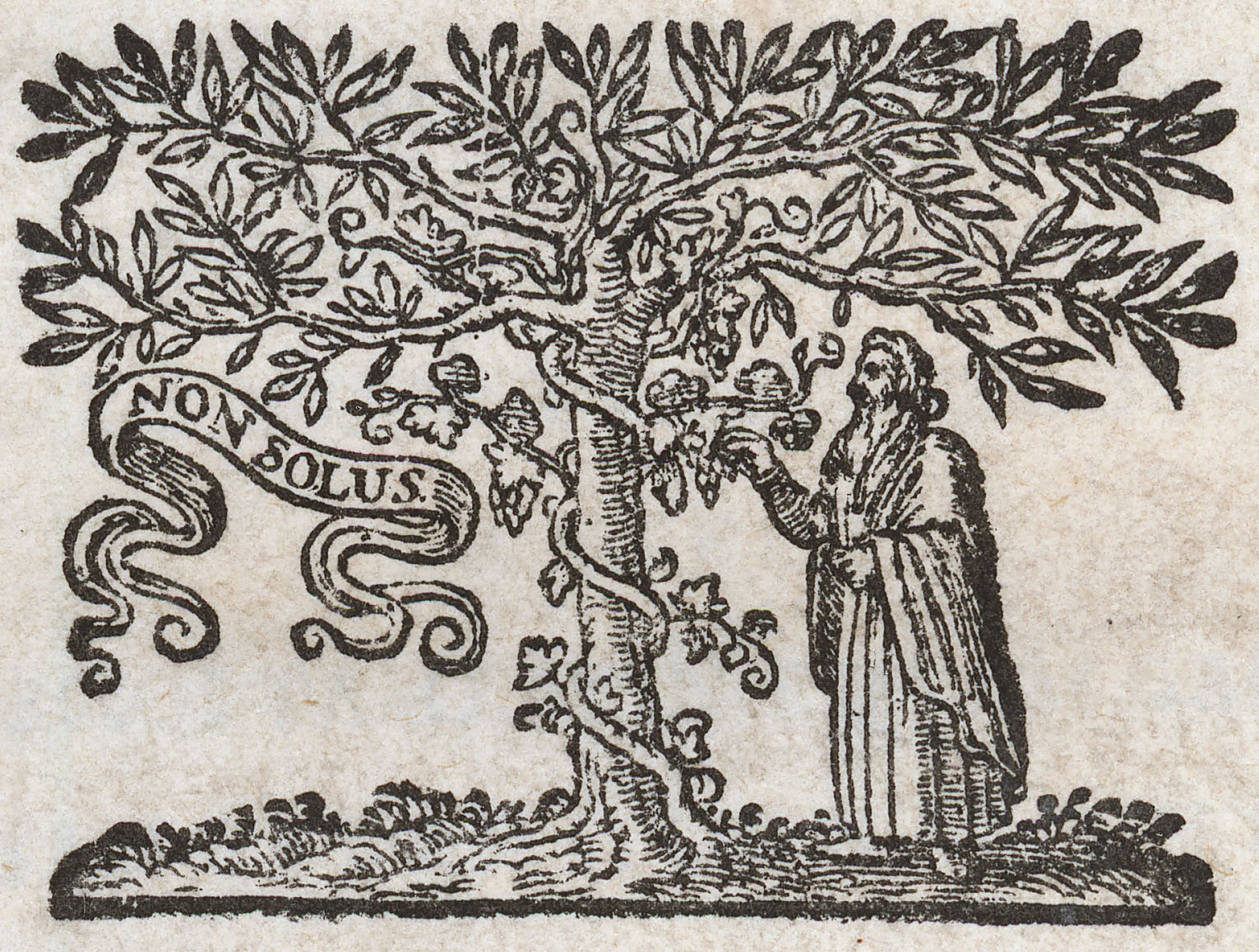
Az Elzevir család legismertebb nyomdászjelvénye

Az Elzevir családnak többféle nyomdajele is volt. Ezek egyikén oszlopokon, pálmalevelek között ülő sasmadarat látunk, a karmai közt hét nyílvesszővel, és egy félkörben futó szalagon a következő felirattal: Concordia res parvae crescunt, azaz egyetértésben az erő.
A család másik nyomdajele égő fahasábokat ábrázol, amelyek az Elzevirek nevét jelképezik, mert „elze” szilfát, „vir” pedig tüzet, lobogó lángot jelent, e szerint a név ún. szilfa-tűzként értelmezhető. A legelterjedtebb változaton egy idős ember áll egy szilfa alatt, amelyen a Non solus felirat található.